# Goran Rako
Goran Rako (Imotski, 1959.), hrvatski arhitekt.

## Životopis
Goran Rako rođen je u Imotskom 1952. godine. Diplomirao je na Arhitektonskom fakultetu u Zagrebu 1978. godine, gdje predaje od 2000. godine. Zajednički rad s arhitektom Bojanom Radonićem traje od 1990. do 1998. godine. Na natječaju za Kongresni centar japanskom gradu Nari osvojili su prvu nagradu (1991.). Godine 1993. Bojan Radonić i Goran Rako postaju projektanti ureda Konstruktor d.d., a zajedno s Antom Kuzmanićem i Danijelom Marasovićem projektiraju Bolnicu Nova Bila u Bosni i Hercegovini (dovršena 1997.). Iste godine predstavili su svoj rad na nizu izložbi -  Nara, Muzej Moderne umjetnosti u New Yorku, Kopenhagen te izradili projekt stambenog naselja Den Bosch u Nizozemskoj. Slijede zajednički projekti Južne arkade Mirogoja (II nagrada) i Osijek Zapad (II nagrada) 1994. godine. Potom 1996. godine izlažu na Trijenalu arhitekture u Milanu, a 1997. dobivaju nagradu Salona arhitekture za projekt Nara. Godine 1998. zajednički izlažu u Beču.  
Od 1999.  godine Goran Rako projektira stambenu zgradu B, u Rijeci, a 2001. projektira zgradu POS-a u Španskom, Zagreb (I nagrada) s Natašom Jakšić, te Arheološki muzej Narona u Vidu, Metković (I nagrada) koji je svečano otvoren 18. svibnja 2007. godine na Međunarodni dan muzeja. Godine 2002. sudjeluje u međunarodnom natječaju za Muzej egipatske umjetnosti u Kairu, a 2003. otvara vlastiti projektni ured Radionica arhitekture d.o.o. te postaje član predsjedništva DAZ-a i UHA-e. Iste godine projektira i bazen u Puli s Igorom Franićem (II nagrada) te dobiva nagradu Viktor Kovačić za zgradu B kao najuspješniju arhitektonsku realizaciju 2002.
Predavanja u Motovunu, Beču, na Danima Orisa u Zagrebu, održao je 2004. godine, kada počinje i suradnju s Nenadom Ravnićem i Josipom Sabolićem na projektu srednje škole u Sisku i dječjem vrtiću u Sesvetama (I. nagrada). Posljednjih godina sudjelovao je na nizu natječaja gdje osvaja nagrade - Trgovački centar u Tkalčićevoj ulici u Zagrebu (I. nagrada), projekt škole u Španskom (III. nagrada) i škole u Čulincu (II. nagrada), Radionica arhitekture projektira školske sportske dvorane u Karlovcu i Rugvici, turističko naselje na otoku Hvaru, urbane vile Gorice u Zagrebu, Hotel Rovinj (III. nagrada), Cvjetni prolaz u Zagrebu i drugo.

## Projekti i realizacije
- 1977. - Projekt Muzeja Bitke na Neretvi u Jablanici, (s M. Pecotićem)
- 1978. - Projekt kuće Periskop u Podgori
- 1991. - Natječajni projekt Kongresnog centra u Nari, Japan (I. nagrada)
- 1993. - Projekt stambenog naselja Den Bosch, Nizozemska
- 1993. - Projekt Bolnice Nova Bila, BiH, (s A. Kuzmanićem i D. Marasovićem)
- 1994. - Natječajni projekt Južne arkade Mirogoja (II nagrada)
- 1994. - Natječajni projekt Osijek Zapad (II. nagrada)
- 1997. - Bolnica u Novoj Bili
- 1999. - Projekt stambene zgrade B, u Rijeci
- 2001. - Natječajni projekt zgrade POS-a u Španskom, Zagreb s N. Jakšić (I. nagrada)
- 2001. - Natječajni projekt Arheološkog muzeja Narona u Vidu, Metković (I. nagrada)
- 2002. - Natječajni projekt Muzeja egipatske umjetnosti u Kairu
- 2003. - Projekt bazena u Puli s I. Franićem (II. nagrada)
- 2004. - Projekt srednje škole u Sisku
- 2004. - Natječajni projekt dječjeg vrtića u Sesvetama (I. nagrada)
- 2005. - Natječajni projekt trgovačkog centra u Tkalčićevoj ulici u Zagrebu (I. nagrada)
- 2005. - Natječajni projekt škole u Španskom (III. nagrada)
- 2005. - Natječajni projekt škole u Čulincu (II. nagrada)
- 2005. - Projekt školske sportske dvorane u Rugvici
- 2006. - Projekt školske sportske dvorane u Karlovcu
- 2006. - Projekt turističkog naselja na otoku Hvaru
- 2006. - Projekt urbanih vila Gorica u Zagrebu
- 2006. - Natječajni projekt Cvjetni prolaz u Zagrebu
- 2007. - Arheološki muzej Narona u Vidu
- 2007. - Natječajni projekt Hotel Rovinj (III. nagrada)

## Galerija radova
- Stambena zgrada B, Rijeka (2000. -2002.)
- Stambena zgrada POS-a, Špansko, Zagreb, ( 2003.)
- Arheološki muzej Narona, Vid (2007.)
- Unutrašnjost Arheološkog muzeja Narona, Vid (2007.)

## Vanjske poveznice
- Goran Rako Hrvatska tehnička enciklopedija, portal hrvatske tehničke baštine. LZMK